# Tápiógyörgye
Tápiógyörgye é um município da Hungria, situado no condado de Peste. Tem 53,31 km² de área e sua população em 2015 foi estimada em 3.326 habitantes.